# Astro-1
Plus qu'un satellite, Astro-1 fut une charge embarquée sur la navette spatiale Columbia pour une mission d'observation dans le domaine des ultraviolets  et des rayons X (vol STS-35). La mission est restée en orbite basse (celle de la navette spatiale) pendant une durée courte, mais cela a permis à la plus grande partie de la charge embarquée de participer ultérieurement à la mission Astro-2.
Cette charge rassemblait trois télescopes à ultraviolet couplés et un télescope à rayons X : BBXRT (Broadband X-ray Telescope), HUT (Hopkins Ultraviolet Telescope), UIT (Ultraviolet Imaging Telescope) et WUPPE (Wisconsin Ultraviolet Photo-Polarimeter Experiment).
L'observation de 66 cibles astronomiques (4 cibles dans le Système solaire, 29 cibles dans notre galaxie, 8 galaxies du groupe local, 16 autres galaxies et 9 cibles lointaines) a eu lieu pendant la mission. Au total, la collecte a recouvert 361 images dans l'UV proche, et 460 dans l'UV lointain.